# アンソニー・アロンゾ
アンソニー・アロンゾ（Anthony Alonzo、本名: Antonio Viana Hernandez、1948年4月2日 - 1998年10月9日）はマニラ出身のフィリピンの映画俳優、監督、製作者、脚本家、歌手、政治家。アントニーやトニーの愛称で親しまれた。女優のアリシア・アロンゾは姉であり、共演作もある。アリシアの息子であるジョン・ヘルナンデスは子役俳優として活躍したが、若くして交通事故死した。
日本の資料等ではアンソニー・アロンゾの片仮名表記が見られるが、アンソニー・アロンソとも表記される。別のクレジット名義にはアントニー・アロンソ（Antony Alonzo）があり、監督や脚本を手掛ける時はアントニオ・ヘルナンデス（Antonio Hernandez）、アントニオ・V・ヘルナンデス（Antonio V Hernandez）、ホセ・アントニオ・アロンソ（Jose Antonio Alonzo）、アントニオ・ホセ・アロンソ（Antonio Jose Alonzo）を名乗った。

## 人物・経歴

### 俳優としての特徴
1973年から晩年の1997年まで俳優活動を展開した。1970年代の末から頭角を現し、主にアクション・スターとして活躍した。テレビ作品にも出演した。演技者としてはガワッド・ウリアン賞等でも受賞歴がある。日本では知名度は低いが、主演作の『砂漠の戦士/テロ・ファイター』（1987年）がヘラルド配給で劇場公開されており、米国俳優のリチャード・ハリスンと共演した『地獄の特攻隊』（1983年/未/ビデオ）等、VHSで発売された劇場未公開の出演作もある。また、1980年代の末に香港のIFD社やフィルマーク・インターナショナルが既存のフィリピン等の東南アジア映画に新録のアクション場面を編集したパッチワーク映画を量産した。アロンゾは『ソルジャー・ターミネーター/特攻人間兵器』（1988年/未/ビデオ）等に姿を見せる。

### 監督と脚本家としての活動
1984年からは監督と脚本にも進出し、プロデューサーを務めた作品もある。監督、脚本、主演作の『脱獄1958年』（1986年/未ソフト化）では姉のアリシアやニック・ニコルスン（ダニエル・ニコルスン名義）やポール・ヴァンス等の欧米人俳優と共演した。

## 受賞とノミネート歴
ガワッド・ウリアン賞等。

## 政治家としての活動
1992年のケソン市評議員選挙に立候補し、当選した。1992年から1998年の2期を務めた。政治活動の傍ら俳優活動も並行して行っていた。また、政治野心に目覚めた1992年からは急性胃腸炎に苦しみ、1998年に皮膚癌によりケソン市で亡くなった。

## フィルモグラフィ
- 『地獄の特攻隊』（1983年/未/ビデオ）（東映/東北新社から発売済み）ジュン・ガラルド監督、ヴィック・ヴァルガス、リチャード・ハリスン出演
- 『戦慄のマッド軍団W』（1983年/未/ビデオ）（日本コロムビアから発売済み）ウィリー・ミラン監督、アリシア・アロンソ、ジョーニー・ガンボア出演
- 『マッド・ウォリアーズ/爆裂未来都市2000年』（1984年/未/ビデオ）（マウントライト/ソニーから発売済み）ウィリー・ミラン監督
- 『砂漠の戦士/テロ・ファイター』（1987年）（ヘラルド/東芝映像から発売済み）リチャード・スミス監督、ジョー・マリ・アヴェラーナ脚本、マーク・ギル、エディー・ガーラン出演
- 『ソルジャー・ターミネーター/特攻人間兵器』（1988年/未/ビデオ）（他作品からのフッテージ流用、クレジット無し）（ハミングバード/ビクター音楽産業から発売済み）チャールズ・リー（ゴッドフリー・ホー）監督、ポール・ジョン・スタナーズ、フランク・ユハス出演